# Улица Литераторов

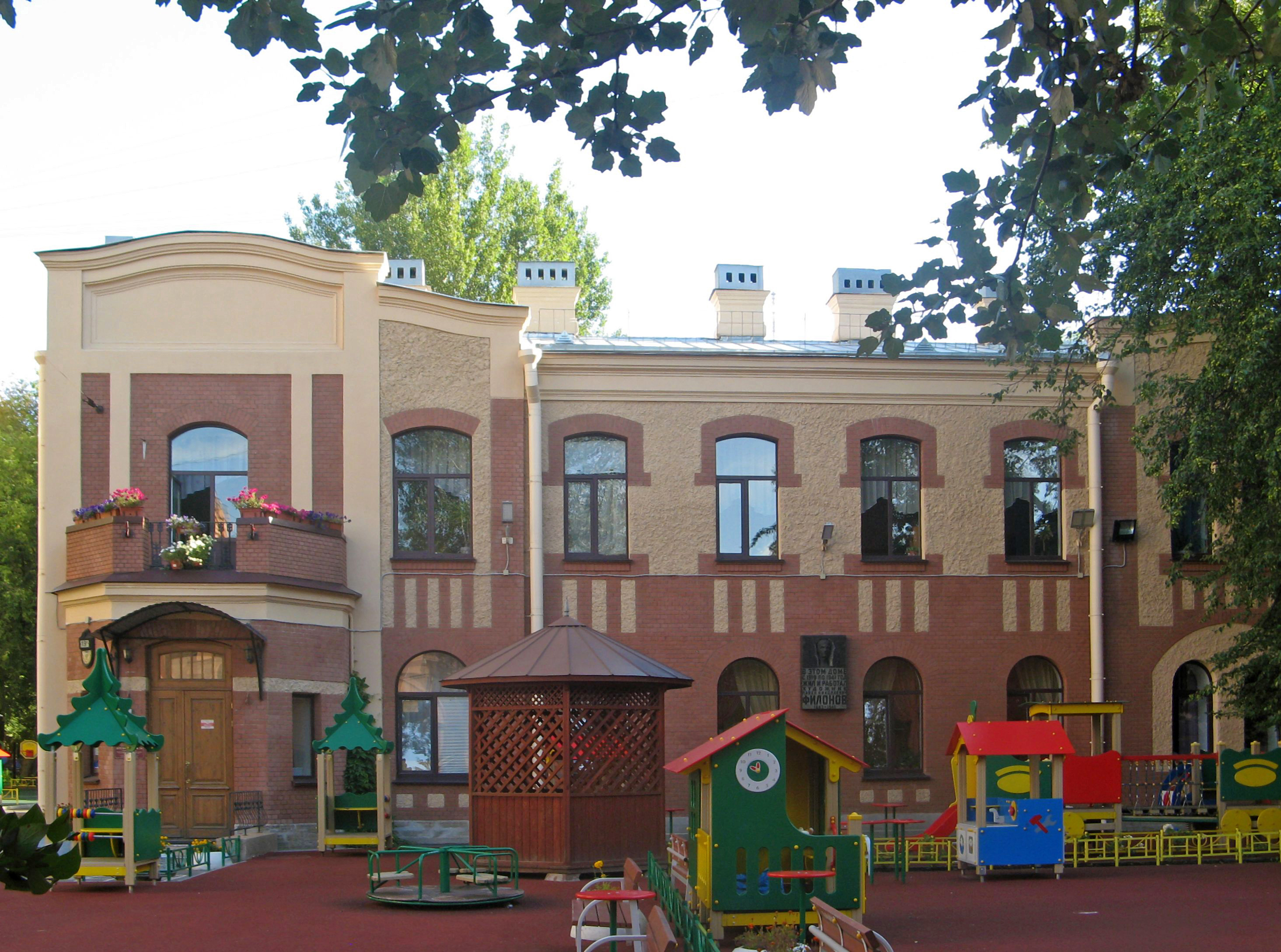
ул. Литераторов, дом 19

Улица Литера́торов — улица в Петроградском районе Санкт-Петербурга. Проходит от проспекта Медиков до набережной реки Карповки.

## История

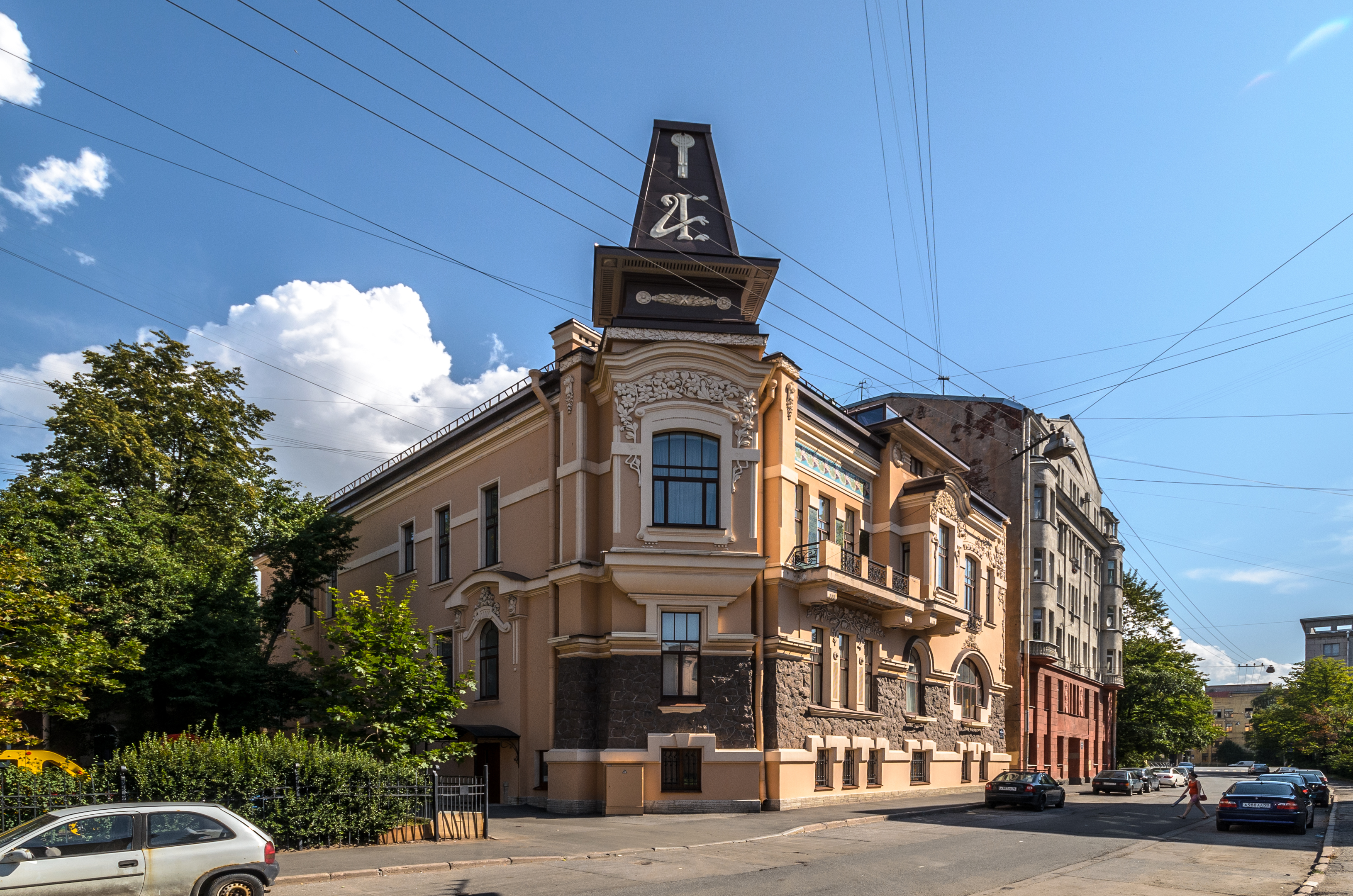
Особняк Савиной

Первоначально проходила от Аптекарского проспекта до набережной реки Карповки и носила с 1828 года название Карповский переулок, по реке Карповке. С 1829 года по 1910-е годы входила в состав набережной реки Карповки.
Современное название улица Литераторов получила в 1913 году, дано по Дому общества пособия нуждающимся литераторам имени В. Голубева (дом 19). Участок от Аптекарского проспекта до проспекта Медиков закрыт в 1960-е годы.

## Достопримечательности
- Дом № 15 — доходный дом, арх. Лишневский А. Л. совместно с Никифоровым Н. М., 1912—1913[2].
- Дом № 17 — особняк мецената Анатолия Евграфовича Молчанова и драматической актрисы Марии Гавриловны Савиной. Выразительный особняк со сложным асимметричным фасадом построен в 1905—1907 гг. по проекту архитектора Михаила Гейслера[3].  781610570980006
- Дом № 19 — Дом-общежитие писателей им. В. И. Голубева. Здесь жили художник Павел Филонов и революционерка Вера Засулич[4]. Здесь также находилась квартира, где в 1916 году жили первая жена художника И. Е. Репина, Вера Алексеевна и его дочери — Вера и Надежда[5]. На 2019 год в доме размещался детский сад № 50.  7831526000

## Транспорт
Ближайшая станция метро — «Петроградская».